# Bankapura
Bankapura é uma panchayat (vila) no distrito de Haveri, no estado indiano de Karnataka.

## Demografia
Segundo o censo de 2001, Bankapura tinha uma população de 20 264 habitantes. Os indivíduos do sexo masculino constituem 53% da população e os do sexo feminino 47%. Bankapura tem uma taxa de literacia de 59%, inferior à média nacional de 59,5%; com 58% para o sexo masculino e 42% para o sexo feminino. 14% da população está abaixo dos 6 anos de idade.